# Gyroskop

Ett gyroskop

Ett gyroskop är en utrustning som demonstrerar principen om rörelsemängdsmomentets bevarande inom fysiken. Den består av ett balanserat hjul på en axel som är upphängd så att den fritt kan röra sig åt alla håll. När hjulet roterar fortsätter axeln att behålla sin riktning och gör motstånd mot ändringar av sin orientering. 
Enklare former av gyroskop är kända långt tillbaka i historien. Den som först beskrev något som liknar ett modernt gyroskop var Johann Gottlieb Friedrich von Bohnenberger. Han använde i sin konstruktion sfärer i stället för ringar. Hans variant kallades Bohnenbergers snurra. Namnet "gyroskop" lanserades 1852 av Leon Foucault, som använde ett gyroskop i ett misslyckat försök att påvisa jordrotationen. Foucaults problem var att hans gyroskop inte var tillräckligt exakt konstruerat och hade för stor friktion för att jordrotationen skulle kunna påvisas.
Ett gyroskop uppvisar en rad beteenden som kan utnyttjas i olika sammanhang. Axelns strävan att behålla sin orientering (att dess axel strävar efter att alltid peka i samma riktning) utnyttjas i gyrokompassen som används på skepp, flygplan och inom rymdflyget. Axelns motstånd mot riktningsförändringar utnyttjas för att stabilisera fartyg och fordon. På atomär nivå utnyttjas atomernas spinn och precession (konisk pendelrörelse) inom sjukvården i magnetresonanskamera, MR-kamera, för att skapa bilder av inre organ.
Gyroegenskaperna används även i många populära och spektakulära leksaker som till exempel jojo, frisbee och snurror av alla de slag, ibland kombinerade med magnetkrafter.

## Myten om cykling
En välkänd myt om cykling är följande:
"Cykling på två hjul skulle knappast vara möjlig utan gyrokrafterna. Cykeln utnyttjar även det gyrots egenskap att omfördela en riktningsändrande kraft på axeln till en vridning av hjulet i tvärsled så att när cykeln lutas åt ett håll så vrider hjulet sig mot samma håll så att cykeln svänger åt det hållet. Det är detta som gör det möjligt att styra en cykel utan att hålla i styret."
Detta påstående är felaktigt. Att framhjulet håller sig stabilt när man cyklar utan att hålla i styret samt svänger åt rätt håll beror visserligen delvis på gyrokraften, men huvudsakligen på att krafterna mellan marken och hjulet angriper bakom styrstångens rotationscentrum. Testa att luta en stillastående cykel (ingen gyrokraft). Hjulet vrider sig ändå åt rätt håll.